# Lier
 For alternative betydninger, se Lier (flertydig). (Se også artikler, som begynder med Lier)
Lier er en kommune i Buskerud fylke i Norge.
Den grænser i nord til Modum og Hole, i øst til Bærum, Asker og Røyken, i syd og vest til Drammen, og i vest også til Nedre Eiker og Øvre Eiker.
Den var en del af  Viken fylke som blev etableret 1. januar 2020, men opløst fra 1. januar 2024.
Nogle kender Lier som jordbærbygden, mens andre tænker på æbler og grøntsager. Landskabet giver gode turmuligheder både sommer- og vintertid. Lier har fået tilnavnet "Den grønne lunge mellem Oslo og Drammen".

## Areal og befolkning
De fleste af kommunens indbyggere bor i byerne Tranby, Nøste, Gullaug, Lierskogen, Sylling eller Lierbyen. Andre byer er Reistad, Sjåstad og Egge.
Lier råder over cirka en tredjedel af Finnemarka, et meget brugt skovområde med gode tur-, fiske- og bademuligheder.
Den største sø i kommunen, som er en gren af en af Norges største indsøer, Tyrifjorden, hedder Holsfjorden. Den har sit inderste punkt i Svangstrand lige nedenfor Sylling. Der findes også nævneværdige søer som Nykjua og Goliatten.

## Kulturarrangementer
Hvert andet år arrangeres Lierdagene i af kommunen. De er en fejring af Lierbygdens folkelige og varierede kultur og samfundsliv, hvor mange forskellige virksomheder deltager med markedsboder, underholdning og diverse aktiviteter. Dagene havde i 2005 10-års jubilæum.
På Gillhusodden i Lier holdes hvert andet år, for første gang i 2000, et friluftsspil «Hallvards valg» om legenden om St. Hallvard.

## Seværdigheder
- Bydgeborgen – Forskansning fra middelalderen beliggende på Fosskollen.
- Gjellebekk Skanse – Forsvarsværk fra slaget ved Gjellebekk (sv) i 1716 under Den Store Nordiske Krig.[5] Lige i nærheden finder man også en marmorgrube og en obelisk rejst til ære for kong Frederik 5.s besøg i 1749.
- St. Hallvards Minde – Mindested for Oslos skytshelgen, som fødtes, levede og døde i kommunen.
- Gilhusodden – Naturreservat og populært friluftsområde, hvor der findes en række sjældne fuglearter.

## Kendteliunger
- Martin Kolberg (1949–), politiker, statssekretær, født i Drammen, voksede op i Lier[6][7]
- Thorbjørn Jagland (1950–) – Politiker og tidl. statsminister (Det Norske Arbeiderparti).
- Bjørn Eidsvåg (1954–) – Sanger og præst, bosat i Lier, oprindelig fra Sauda.[6]
- Kadafi Zaman (1973-), journalist, lokalpolitiker,[8] født i Drammen